# Carfax
Carfax est un fanzine québécois consacré aux littératures du genre fantastique et horreur publié trimestriellement à ses débuts, puis mensuellement à Hull au Québec (Canada) de mars 1984 à septembre 1988.
Carfax est sous-titré Les univers de l'étrange.

## Description du contenu
Le contenu de Carfax est diversifié et hétéroclite. On y retrouve des nouvelles de fiction inédites illustrées par des dessinateurs, des bandes dessinées inédites, des illustrations inédites, des entrevues et des reportages en lien avec le fantastique, au Québec et ailleurs.
Le fanzine publie aussi des critiques, des chroniques, des articles sur les littératures du fantastique, et un courrier des lecteurs.
Les collaborateurs sont majoritairement d'origine canadienne et sont francophones.

## Historique
Le fanzine Carfax, créé au printemps 1984 par Pierre D. Lacroix et Patrice Joubert (édité par Pierre D. Lacroix), est publié parfois trimestriellement, parfois mensuellement au Québec de 1984 à 1988 pendant quarante-cinq numéros.
Carfax porte en sous-titre l'expression Les univers de l'étrange, affirmant par cela la volonté de ses créateurs de s'afficher en faveur des littératures de l'imaginaire dans le difficile domaine de la publication de genre au Québec à l'époque.
Son nom est une référence dans l'univers fantastique : Carfax est le nom même de la maison louée par le comte Dracula à Londres, dans le roman de Bram Stoker.
Il est la toute première publication au Québec à se spécialiser exclusivement dans les genres littéraires fantastique et horreur en publiant des nouvelles, des illustrations, des chroniques, des informations sur le milieu et quelquefois, des bandes dessinées.
Au départ de format 21,5 x 28 cm, il se transforme au numéro 4 à la suite du départ de Joubert, réduit son format à 13,5 X 21,5 cm et change même de nom temporairement pour Transit. Il revient à son nom Carfax au numéro cinq jusqu'à la cessation de la publication en 1988.
Son tirage varie de 300 à 350 exemplaires.
De facture modeste, Carfax est mal perçu à ses débuts, à cause de sa mise en page brouillonne et confuse (surtout pour les premiers numéros), ses nombreuses coquilles dans les textes et le tempérament bouillant de son éditeur. Celui-ci fait d'ailleurs preuve d'une énergie peu commune en publiant autant de numéros en si peu de temps.
On relève 13 numéros parus dans une seule année. Ceci expliquerait l'inégalité dans la qualité des numéros.
Le fanzine est aussi diffusé en Europe francophone.
Carfax ouvre ses pages à plusieurs écrivains québécois des plus chevronnés : Jean-Pierre April, René Beaulieu, Joël Champetier, Daniel Sernine et Élisabeth Vonarburg.
Plusieurs jeunes illustrateurs ont la chance de faire voir leur talent dans la publication : Serge Boisvert (connu plus tard sous le nom de Denevers pour sa participation au magazine Safarir), Benoît Joly, Marc Pageau, Robert Rivard, Éric Thériault, etc.
Les chroniques sont de longueur variable et n'apparaissent pas dans tous les numéros.
Le numéro 11 se veut un spécial bande dessinée, coordonné par Martin Cassista, qui en signe la couverture, la présentation et une courte histoire. On y trouve des BD de jeunes auteurs débutants comme Benoît Joly, Marc Pageau, Pierre Skilling, François Miville-Deschênes, et même un nom confirmé comme André-Philippe Côté (qui signe à l'époque André Côté).
Tous, à l'exception de Cassista et Skilling, persévèrent et se font connaître dans le domaine de la BD et de la caricature, principalement au Québec.
Après l'abandon de la publication de Carfax, Pierre D. Lacroix multiplie les collaborations avec d'autres périodiques, tant européens que québécois, principalement comme illustrateur : CSF, Temps Tôt, Horrifique et autres...

## Fiche technique
- Éditeur : Éditions Carfax, (Hull) ;
- Format : 21,5 x 28 cm jusqu'au numéro 3, puis 13,5 X 21,5 cm jusqu'au dernier numéro ;
- Nombre de pages : variable (environ 30, jusqu'au numéro 3, puis environ 60 jusqu'au dernier numéro) ;
- Type de papier : couverture en carton mat, intérieur mat ;
- Impression : photocopie, couverture en noir et blanc sur carton couleur, intérieur noir et blanc ;
- Périodicité : trimestriel au début puis mensuel ;
- Numéro 1 : mars 1984 ;
- Numéro 45 : septembre 1988 (dernier numéro).

## Collaborateurs
Quelques-uns de ces collaborateurs travaillent sous un pseudonyme.

### Auteurs de bandes dessinées
- Martin Cassista[6] ;
- André Côté[6] (André-Philippe Côté) ;
- François Miville-Deschênes ;
- Benoît Joly[6] ;
- Marc Pageau[6], [7] ;
- Pierre Skilling[6] ;
- Robert Rivard.

### Chroniqueurs
- Robert W. Babin ;
- Martin Cassista ;
- Philippe Gauthier ;
- Larry D'action (Philippe Labelle) ;
- Roxane Kieffer (Pierre D. Lacroix) ;
- Laurent Pfeiffer ;
- Marc Lemaire ;
- Théodore Laflamme (Yves Pelletier) ;
- Marc-François Rouleau ;
- Norbert Spehner ;
- Élisabeth Vonarburg.

### Écrivains
| - Jean-Pierre April ; - Artur Arslan ; - Marc Bailly (Hembez) ; - René Beaulieu ; - Valérie Bédard ; - Michel Bélil ; - Gilles Bergal ; - Bertrand Bergeron ; - Dominique Blattlin ; - Robert Bloch ; - Camille Bouchard ; - André Cabaret ; - Élisabeth Campos ; - Amanda Carpentier ; - Joël Champetier ; - Ronald Chetwynd-Hayes ; - Charles de la Chevrotière ; - Jean-Noël Chouinard ; - Gérard Coisne ; - Philip Coolidge ; - Daniel Cousineau ; - Claude D'astous ; - Samuel R. Delany ; - Gerry De La Ree ; - Samuel Dharma ; - Claude Ecken ; - Philip Jose Farmer ; | - John Flanders ; - Folias ; - Victor Frigerio ; - Philippe Gauthier ; - Isabel Gavra-bourthe ; - Marie-claire Gilles ; - Bernard Goorden ; - Jean-Marc Gouanvic ; - Valérie Guéret ; - Jean-Guy Harvey ; - Raymond Iss ; - Claude Janelle ; - Grégoire Joubert ; - Patrice Joubert ; - Patrick Labelle ; - Jean Lamer ; - Michel Lamontagne ; - Marc-Raoul Laroche ; - Leberg (Michel Bergeron) ; - Daniel Leduc ; - Fabrice Leduc ; - Gilles Legault ; - Maurice Limat ; - Claude Mac Duff ; - Carole Martel ; - Richard Matheson ; - Sylvie Mehier De Mathuisieulx ; | - Luc-André Mercier ; - José Moinaut ; - Jean-Pierre Moumon ; - Richard D. Nolane ; - Nicolas Olsagne ; - Robert Osadchuck ; - Stanley Péan ; - Donald Pelletier ; - Francine Pelletier ; - Jean Pettigrew ; - Laurent Pfeiffer ; - Frederik Pohl ; - Luc Pomerleau ; - Patrick Raveau ; - Esther Rochon ; - Marc-François Rouleau ; - André-François Ruaud ; - Olav Sandstrom ; - Daniel Sernine ; - Yves St-Malo ; - Jacques Thomas-Bilstein ; - Jean-Luc Triolo ; - Frédérique Valéry ; - France Verville ; - Serge Vidal ; - Élisabeth Vonarburg ; - Douglas E. Winter. |

### Illustrateurs
- Martin Cassista ;
- Serge Boisvert DeNevers;
- Philippe Labelle ;
- Pierre D. Lacroix[8] ;
- Marc Pageau[7] ;
- Luke Poudrier ;
- Robert Rivard ;
- Michael Whelan.

## Distinction
- 1987: Prix Boréal[9] du meilleur fanéditeur (Pierre D. Lacroix).